# التشاؤم الحضاري

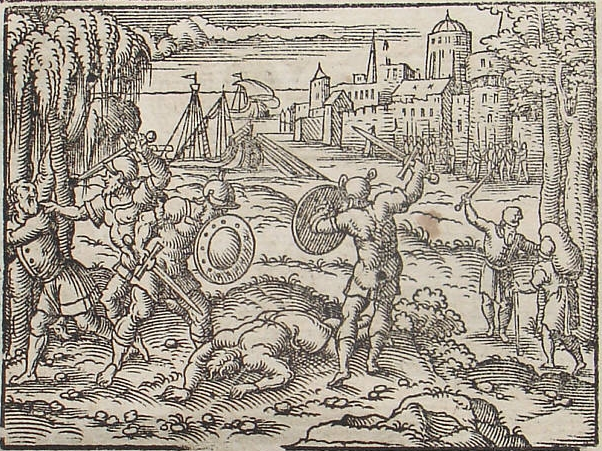

التشاؤم الحضاري هو الاعتقاد بأن حضارة أمة ما أو مدنية ما أو الإنسانية كلها خاضعة لعملية انحدار لا ينعكس. وهو نوع من التشاؤم يشكله النقد الحضاري.

## مذاهب تقليدية
كان للتشاؤم الحضاري وجود كبير في النظرة العامة لكثير من الحضارات التاريخية: الأمور من سيئ إلى أسوأ، والعصر الذهبي كان في الماضي ولن يعود، والجيل الحالي ليس صالحًا إلا للتسطيح والابتذال الحضاري. ذهبت بعض الصياغات إلى أبعد من ذلك، فقات بوجود نموذج دائري للتاريخ ينطبق على كل حضارات العالم، لا سيما في كتابات غيامباتيستا فيكو.

## القرن التاسع عشر
كان العنصر التشاؤمي حاضرًا بكثرة في فلسفة آرثر شوبنهاور والنقد الحضاري لماثيو أرنولد. انحسر مد التفاؤل والاعتقاد بأن التاريخ يجري في مسار التطور الذي ينتصر دائمًا (وهو الاعتقاد الذي مثله ماكولي) في منتصف عهد الملكة فيكتوريا.
تعرضت الحضارة الكلاسيكية المبنية على العلوم التقليدية والآداب اليونانية واللاتينية لهجوم خارجي منذ جيلين أو أكثر في عام 1900، وأنتجت مفكّرًا تشاؤميًّا نموذجيًّا، هو فريدريك نيتشه.

## أوائل القرن العشرين

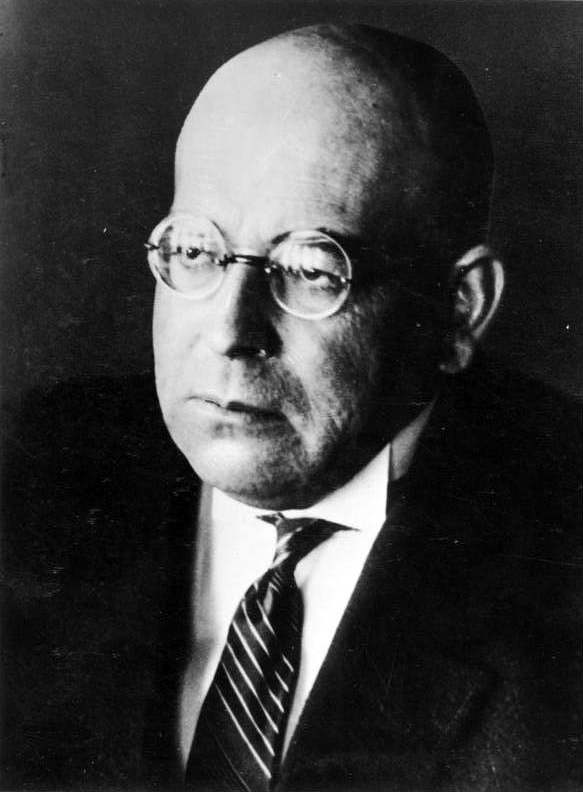

يمكن فهم التشاؤم الحضاري لأوزوالد سبنغلر على أنه رفض للاختيار الفكري العلماني بين العدمية والحداثة. من الناحية السياسية كان من شأن هذا أن يضغط على الفكر الليبرالي.
كان النقد الحضاري للغرب في السنين الأولى من القرن العشرين يعتبَر أنه آتٍ من العالم الأوروبي القديم، ومن ثم يستثني أمريكا الشمالية. المصدر الكلاسيكي لهذا النقد هو كتاب سبنغلر انحسار الغرب (1918–1923) الذي اقتُبس منه كثيرًا في السنين التي تلت نشره. ظهرت نزعة الكتابة النقدية في تلك الفترة لا سيما في أعمال تي. إس. إليوت والأعمال التاريخية لأرنولد توينبي منذ عشرينيات القرن العشرين. كان من الشائع في ذلك الوقت القول بأن سبنغلر على الأقل صاغ بعض الحقائق عن الحال الأوروبية بعد الحرب الحرب العالمية الأولى. وفُسّر عمل إليوت الكبير الأرض اليباب (1922) مباشرةً على هذا النحو، وكان هذا هو تفسيره الشائع.

## مؤيدون معاصرون
ظهر التشاؤم الحضاري أكثر مع الاتجاه نحو نهاي القرن العشرين، وصار سمة بارز. مجرد قراءة عنوان كتاب جاك بارزون المسمى من الطلوع إلى الانحطاط: 500 عام من الحياة الحضارية الغربية، منذ 1500 إلى الحاضر (2000) يتحدى القارئ أن يكون متفائلًا. كتب بارزون عن ماثيو أرنولد، وهو من أهم نقّاد الثقافة في الفترة الفيكتورية:
   في رأي أرنولد فإن سلوك الطبقات الاجتماعية الإنكليزية لم تؤثر فيه القوات الروحية ولا الفكرية، فأما الطبقات الثرية فبرابرة، وأما الطبقات الوسطى فتافهون.
شهدت نهاية الألفية الثانية في الولايات المتحدة مخاوف بشأن حروب الحضارات والتعليم الجامعي، ولكن هذه المخاوف كانت مقتصرة على الجانب المحافظ. أما أوروبا الغربية من جهة أخرى، فكانت تصارع من أجل أن تجد تعريفًا لنفسها في وجه محدودية ديمغرافيتها، وكان مذهب ما بعد الحداثة هو السائد على الأقل في الصحف، ولم يكن الفرق بينها وبين الولايات المتحدة إلا في البروز السياسي لهذه القضايا.